# 吏目
吏目為中國古代文官官職名，元代於儒學等提舉司及各州設吏目為僚屬。明代於之翰林院、太常寺、太醫院、留守司、市舶司、鹽課諸司、都指揮使司、衛指揮使司、土官安撫司、招討司、長官司及各州衙門均有設置此首領官。
在清朝之位階為從八品、從九品或不入流。其職能通常總務面雜役，為配置如太醫院、兵馬司的基層官員編制之一。設置於土司則稱為土目。
1912年清朝滅亡後，該官職廢除。